# Das Töpfchen
Das Töpfchen ist ein kurzes deutsches Stummfilm-Verwechslungslustspiel aus dem Jahre 1913 von Emil Albes.

## Handlung
Deutschland zur Kaiserzeit. Ein hochstehender Offizier reist mit seinem Generalshelm, der ordentlich in seiner Originalschachtel verpackt ist, zu einem Festmahl am Hofe der Hauptstadt, zu dem er eingeladen ist. Ebenfalls im Zug befindet sich Frau Leutnant mit ihrem Baby. Damit das Kleinkind jederzeit seinem Bedürfnis nachkommen kann, wurde ein Töpfchen mit eingepackt, das gleichfalls in einer entsprechenden Schachtel verstaut ist. Es kommt, wie es kommen muss: Die beiden Schachteln werden miteinander verwechselt, sodass das Baby notabene sein Geschäft in den prunkvollen Generalshelm machen muss. Als nach der Ankunft der General seinen Helm auspacken und aufsetzen will, stülpt er sich beinahe das Töpfchen über.

## Produktionsnotizen
Das Töpfchen entstand im Winter 1912/13 im Bioscop-Atelier in Neubabelsberg sowie mit Außenaufnahmen auf dem Bahnhof Drewitz bei Neubabelsberg, passierte am 1. Februar 1913 die Filmzensur und wurde am 23. Mai desselben Jahres uraufgeführt. Die Länge des Einakters betrug lediglich 131 Meter.

## Kritik
Die Kinematographische Rundschau schrieb: „Ein munterer Scherz ist „Das Töpfchen“ …, der die Lacher auf seiner Seite hat. (…) Der Witz ist wirkungsvoll.“